# Megachile plumata
Megachile plumata är en biart som beskrevs av Wu 2005. Megachile plumata ingår i släktet tapetserarbin, och familjen buksamlarbin. Inga underarter finns listade i Catalogue of Life.